# Gorkowskoje (Omsk)
Gorkowskoje (russisch Го́рьковское) ist eine Siedlung städtischen Typs in der Oblast Omsk in Russland mit 5369 Einwohnern (Stand 14. Oktober 2010).

## Geographie
Der Ort liegt etwa 75 km Luftlinie nordöstlich des Oblastverwaltungszentrums Omsk im westlichen Teil der Barabasteppe.
Gorkowskoje ist Verwaltungszentrum des Rajons Gorkowski sowie Sitz der Stadtgemeinde Gorkowskoje gorodskoje posselenije, zu der außerdem das 8 km nordöstlich gelegene Dorf Sosnino gehört.

## Geschichte
Der Ort wurde 1776 unter dem Namen Ikonnikowo von Bauern gegründet, die nach der Niederschlagung des Pugatschow-Aufstandes nach Sibirien geflohen waren. Am 25. Mai 1925 wurde es Verwaltungssitz des nach ihm benannten Ikonnikowski rajon. 1936 wurden das Dorf und der Rajon zu Ehren des im gleichen Jahr verstorbenen Schriftstellers Maxim Gorki in Gorkowskoje beziehungsweise Gorkowski rajon umbenannt. Seit 1986 besitzt der Ort den Status einer Siedlung städtischen Typs.

### Bevölkerungsentwicklung
| Jahr | Einwohner |
| ---- | --------- |
| 1939 | 3103      |
| 1959 | 3496      |
| 1970 | 4531      |
| 1979 | 5601      |
| 1989 | 6020      |
| 2002 | 5713      |
| 2010 | 5369      |

Anmerkung: Volkszählungsdaten

## Verkehr
Von Gorkowskoje führt die Regionalstraße 52K-7 in südlicher Richtung zum etwa 50 km entfernten Kalatschinsk, wo sich sowohl an der Transsibirischen Eisenbahn die nächstgelegene Bahnstation befindet als auch etwas weiter südlich die föderale Fernstraße R254 Irtysch (ehemals M51) von Tscheljabinsk nach Nowosibirsk verläuft, und weiter nach Okoneschnikowo. Von Gorkowskoje in nordwestlicher Richtung setzt sich die Straße als 52K-26 fort und erreicht nach knapp 30 km beim Dorf Alexejewka die 52K-1 Omsk – Sedelnikowo. 10 km südlich von Gorkowskoje wird die 52K-7 von der 52K-2 gekreuzt, die aus Richtung Omsk kommend über Nischnjaja Omka in die benachbarte Oblast Nowosibirsk führt, und dort weiter als 50K-22 über Wengerowo nach Kuibyschew. Die heutige Regionalstraße war bis in die 1990er-Jahre Teil der alten Trasse der M51.